# Bromure d'erbium(III)
Le bromure d'erbium(III) est un composé inorganique, un bromure du lanthanide erbium.

## Propriétés
Il se présente sous la forme d'un solide rose hygroscopique, légèrement soluble dans l'eau. Il possède une structure cristalline triclinique, semblable à celle du chlorure d'erbium(III), avec un groupe d'espace P1.

## Synthèse
Le bromure d'erbium(III) peut être produit par réaction entre l'erbium métallique et le dibrome :
2 Er + 3 Br2 → 2 ErBr3

## Applications
Il est utilisé, comme d'autres bromures de métal, dans le traitement des eaux, en analyse chimique et dans certaines méthodes de croissance cristalline.